# Epidendrum amethystinum
Epidendrum amethystinum är en orkidéart som beskrevs av Heinrich Gustav Reichenbach. Epidendrum amethystinum ingår i släktet Epidendrum och familjen orkidéer.
Artens utbredningsområde är Ecuador. Inga underarter finns listade i Catalogue of Life.

## Bildgalleri

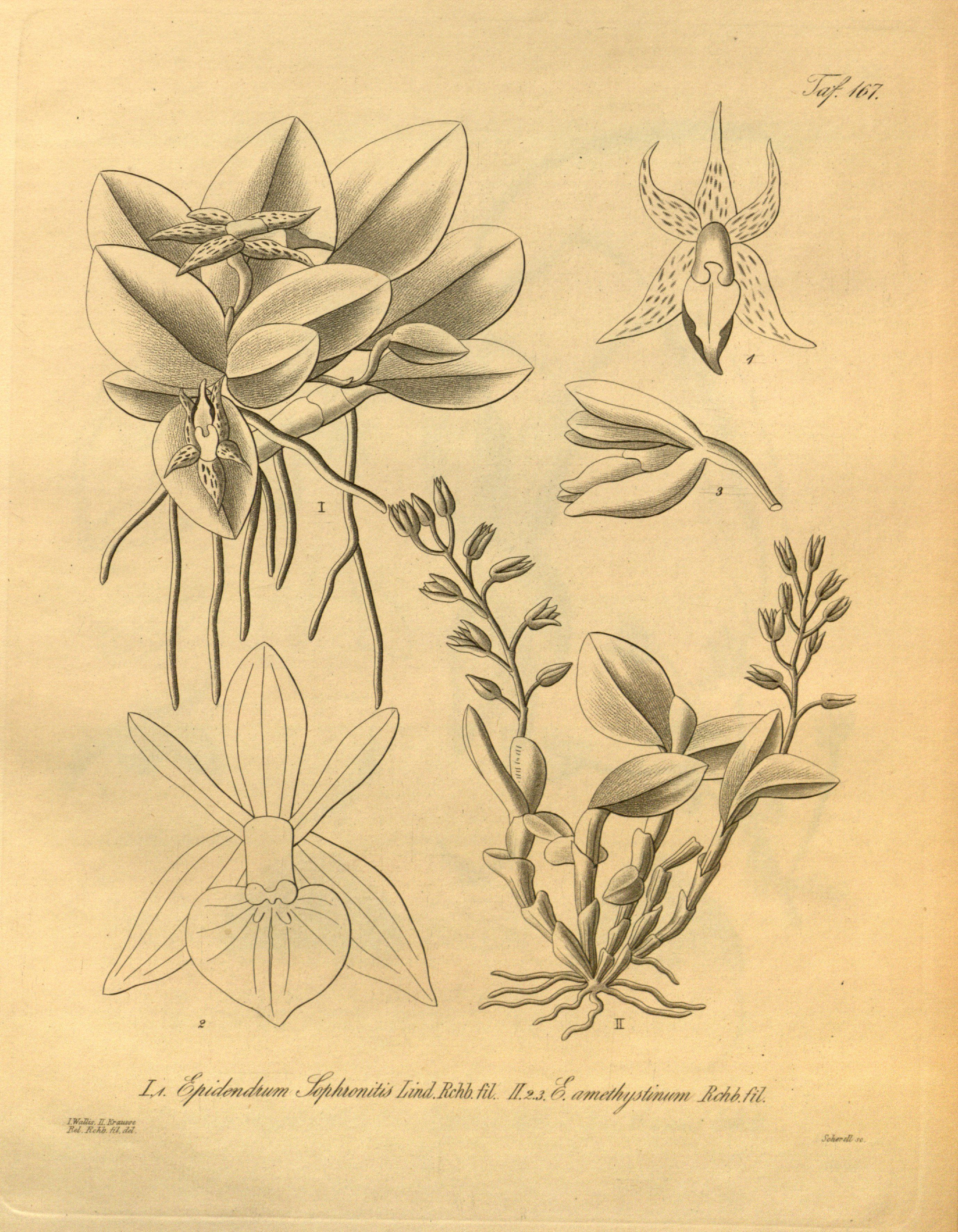